# Sân bay quốc tế Libreville
Sân bay quốc tế Libreville Leon M'ba (IATA: LBV, ICAO: FOOL) là một sân bay ở thành phố Libreville, Gabon. Đây là sân bay quốc tế chính của Gabon. Sân bay này được đặt tên theo tổng thống đầu tiên của Léon M'ba, đây đã là trung tâm hoạt động của hãng hàng không quốc gia Air Gabon cho đến tháng 3 năm 2006.

## Các hãng hàng không và các tuyến điểm
- Aero Contractors (Nigeria) (Douala, Lagos, Malabo)
- Air Excellence
- Air France (Paris-Charles de Gaulle)
- Air Ivoire (Abidjan, Cotonou, Douala, Lome)
- Air Max-Gabon
- Air Service Gabon (Bata, Brazzaville, Douala, Franceville, Koulamoutou, Makokou, Malabo, Mouila, Mvengue, N'Djamena, Oyem, Pointe Noire, Port Gentil, Sao Tome, Tchibanga)
- Bellview Airlines (Douala, Lagos, Port Harcourt)
- Benin Golf Air (Cotonou, Malabo, Pointe Noire)
- Cameroon Airlines (Douala, Malabo, Pointe Noire)
- CEIBA Intercontinental (Bata, Douala, Malabo)
- Compagnie Aerienne du Mali (Bamako, Douala, Lome, Ouagadougou)
- Ecuato Guineana (Bata, Malabo)
- Ethiopian Airlines (Addis Ababa, Douala)
- Gabon Airlines (Marseille, Paris-Charles de Gaulle, Pointe Noire, Port Gentil)
- Interair South Africa (Brazzaville, Cotonou, Johannesburg)
- Ivoire Airways (Douala, Oyem, Port Gentil]]
- Nationale Regionale Transport (Koulamoutou, Mayumba, Mouila, Mvengue, Oyem, Port Gentil, Sao Tome, Tchibanga)
- Nouvelle Air Affaires Gabon
- Royal Air Maroc (Casablanca, Malabo)
- SCD Aviation (Douala, Port Gentil)
- Toumai Air Tchad (Bangui, Brazzaville, Douala, N'Djamena)